# Goodenia pinnatifida
Goodenia pinnatifida är en tvåhjärtbladig växtart som beskrevs av Diederich Franz Leonhard von Schlechtendal. Goodenia pinnatifida ingår i släktet Goodenia och familjen Goodeniaceae. Inga underarter finns listade i Catalogue of Life.